# Julio Milego
Julio Milego y Díaz (Toledo, 1884-Madrid, 1981) fue un escritor, periodista y profesor español.

## Biografía
Nacido en 1884 en Toledo, fue catedrático de Artes é Industrias en Valencia, además de redactor de España Nueva, El Radical, Nuevo Mundo y España. Fue autor de títulos como Emilio Castelar, su vida y su obra (Valencia, 1906), El teatro en Toledo durante los siglos XVI y XVII (Valencia, 1909), La retirada de Jenofonte (comedia, 1914), El General Cadorna (Madrid, 1915), Lord Kitchener (Valencia, 1915), Hombres y cosas (Valencia, 1915) y El problema catalán. ¿Separatismo ó regionalismo? (Madrid, 1917). Falleció en Madrid el 6 de octubre de 1981.